# هیت‌لیستن
هیت‌لیستن (به دانمارکی: Hitlisten) (که همچنین به عنوان Tracklisten شناخته می‌شود)، یک جدول موسیقی ۴۰تای برتر در دانمارک است که هر پنجشنبه نیمه‌شب در وب سایت hitlisten.nu به روز می‌شود. جدول هفتگی تک‌آهنگ دانمارکی Track Top-40 ترکیبی از ۴۰ قطعه پرفروش از دانلود دیجیتال قانونی و فروش تک‌آهنگ از طریق سی‌دی یا وینیل است. داده‌ها توسط Nielsen Music Control جمع‌آوری می‌شود و همچنین جدول به نمایندگی از آی‌اف‌پی‌آی (فدراسیون بین‌المللی صنعت فونوگرافی) تهیه می‌شود.